# Думанський Василь Степанович
Васи́ль Степа́нович Дума́нський (нар. 9 січня 1963 — 11 січня 2019) — полковник Збройних сил України, учасник російсько-української війни.

## Життєпис
Народився 1963 року в селі Олексіївка (Нікопольський район, Дніпропетровська область). Чимало років служив у прикордонних військах — відповідав за бойову підготовку, вийшов на пенсію.
З початком війни в серпні 2014 року прийшов у 43-й батальйон добровольцем — на початку його формування. Особисто брав участь у бойових операціях, спав з бійцями в окопах, ходив з ними в атаку і розвідку. У лютому 2015-го воював у Новгородському біля Горлівки. Зазнав важкого поранення під час мінометного обстрілу, однак просив комісію не «списувати» його за станом здоров'я — отримав 3 групу інвалідності й висновок «придатний для проходження військової служби». Повернувся на фронт, 2016 року воював у Зайцевому. Заступник командира батальйону 53-ї бригади, командир 2-го мехбатальйону; з осені 2016-го — командир 108-го батальйону. Звільнився з армії у 2017 році.
11 січня 2019 року загинув у ДТП у пообідню пору на об'їзній дорозі біля Нікополя — перебуваючи за кермом «ВАЗ-2115», не впорався з керуванням та виїхав на зустрічну смугу, де зіткнувся з тягачем-цистерною. Від отриманих травм загинув на місці.
13 січня 2019-го похований у селі Олексіївка Нікопольського району.
Без Василя Степановича лишились мама, дружина, доньки, онук.

## Нагороди та вшанування
- Указом Президента України № 103/2016 від 21 березня 2016 року «за особисту мужність і високий професіоналізм, виявлені у захисті державного суверенітету та територіальної цілісності України, вірність військовій присязі» — нагороджений орденом Богдана Хмельницького III ступеня[4]